# Oberonia cylindrica
Oberonia cylindrica är en orkidéart som beskrevs av John Lindley. Oberonia cylindrica ingår i släktet Oberonia och familjen orkidéer.
Artens utbredningsområde är Filippinerna. Inga underarter finns listade i Catalogue of Life.